# 의령 남씨 문중 고문서 일괄 9건
의령남씨 문중 고문서 일괄 9건은 대한민국 경기도 용인시 처인구 모현면 갈담리에 있다. 2001년 12월 20일 용인시의 향토문화재 제54호로 지정되었다.